# 富士カントリークラブ
富士カントリークラブ（ふじカントリークラブ）は、静岡県御殿場市にあるゴルフ場である。

## 概要
箱根外輪山のなだらかな標高470mの丘陵地、霊峰富士と正対する乙女峠の東山地区、ゴルフ場用地の御殿場は箱根より温暖で、雪が少なく、霧が発生する事もほとんどない、西園寺公山荘、秩父宮別邸、岸信介別荘などが点在するリゾート地である。
御殿場は、戦前は日本陸軍、戦後は米軍に接収され、1955年（昭和30年）、御殿場市が5カ町村の合併により生まれたが、御殿場の収入は自衛隊演習場以外にはなかった。初代の御殿場市長・勝又春一は、米軍撤退後を考えて企業誘致と観光事業を進める方針から、リクリエーション施設やゴルフ場の建設が計画された。勝又市長は、石橋湛山に相談したところ、「ゴルフ場を造ろう」その一声で計画が決まり、石橋はゴルフ場建設の発起人を引き受けた。
1956年（昭和31年）9月、小田急電鉄株式会社初代社長・安藤楢六、石井光次郎、株式会社社長・瀬川美能留ら19名の発起人が決まり、1957年（昭和32年）9月、 新たなゴルフ場の建設に向けて母体会社「株式会社富士カントリー倶楽部」が設立された。
ゴルフ場の建設用地は、秩父宮別邸の裏山の16万坪である。コース設計は、アメリカ留学から帰国し本場のゴルフを日本に紹介した赤星四郎に依頼することに決まった、石橋夫人は赤星家の出であったからである。1957年（昭和32年）2月11日、コース造成工事の起工式が行われ、同年12月、レーモンド設計事務所が設計のクラブハウスが着工された。
1957年（昭和32年）10月、会員の親睦と厚生を図る 目的で「富士カントリークラブ」が設立された。 1958年（昭和33年）4月、9ホールの造成工事が完成し仮オープンされた。1958年（昭和33年）8月16日、18ホール、距離6,693ヤード、パー72のゴルフ場が開場された。
富士カントリークラブは、御殿場市で戦後最初に出来たゴルフクラブである。また、静岡県下で赤星四郎が設計したコースは、「熱海ゴルフ倶楽部」（1939年（昭和14年）開場）、「富士カントリークラブ」（1958年（昭和33年）開場）、「御殿場ゴルフ倶楽部」（1971年（昭和46年）開場）、「伊豆にらやまカントリークラブ」（1982年（昭和57年）開場、東・中コース）など4コースである。
コースの特徴は、造成工事から手造りであったこと、自然のスロープが生かされていて、コース全域に自生する松、桧、杉、檜葉、の常緑樹、樹齢200年を超える欅、樫、椎、楢、椚木などの広葉樹が粧っている。グリーンは高いグリーンの砲台グリーン、グリーン面は大胆なアンジュレーションである。

## 所在地
〒412-0024 静岡県御殿場市東山2472番地　

## コース情報
- 開場日 - 1958年8月16日
- 設計者 - 赤星 四郎
- 面積 - 594,000m2（約17.9万坪）
- コースタイプ - 丘陵コース
- コース - 18ホールズ、パー72、6,789ヤード、コースレート70.9
- フェアウェー - コウライ
- ラフ - ノシバ
- グリーン - 1グリーン、ベント（ペンクロス）
- ハザード - バンカー61、池が絡むホール8
- ラウンドスタイル - キャディ・セルフ選択可、電磁誘導乗用カート（5人乗り）利用、1組4人が原則、状況によりツーサム可、乗用カート(5人乗り)リモコン式
- 練習場 - 11打席200ヤード
- 休場日 - 1月1日、12月31日[4][5]

## クラブ情報
- ハウス面積 - 2,288m2（692.1坪）
- ハウス設計 - レイモンド設計事務所
- ハウス施工 - 株式会社 鈴木組・清水建設 株式会社[4][5]

## ギャラリー
- コース - [6]
- ハウス - [7]

## 交通アクセス
- 鉄道 - 御殿場線（JR東海） - 御殿場駅乙女口より クラブバス利用 2km 約10分[8]
- 道路 - 東名高速道路 - 御殿場ICより 約10分[8]

## 関連文献
- 『ゴルフ場ガイド 東版』、2006-2007、「富士カントリークラブ」、東京 ゴルフダイジェスト社、2006年5月、2021年9月28日閲覧
- 『美しい日本のゴルフコース BEAUTIFUL GOLF CULTURE IN JAPAN 日本のゴルフ110年記念 ゴルフは日本の新しい伝統文化である』、ゴルフダイジェスト社「美しい日本のゴルフコース」編纂委員会編、「元総理石橋湛山の一声で開発され、岸信介や池田勇人が愛した名コース」、東京 ゴルフダイジェスト社、2013年12月、2021年9月28日閲覧